# Тханават Раттанакітпайсан
Тханават Раттанакітпайсан (тайська: ธนวัฒน์ รัตนกิจไพศาล; народився 13 жовтня 1998 року), більш відомий як Кхаотан (тайська: ข้าวตัง) — тайський актор та співак, артист агентства GMMTV. Популярність здобув завдяки своїм головним ролям в телесеріалах «Тонхон Чонлаті» (2020), «55:15 Ніколи не пізно» (2021), «Затемнення» (2022) і «Лише друзі» (2023).

## Дитинство та освіта
Тханават народився і виріс у провінції Лампхун, північний Таїланд. У нього є молодша сестра. Батько Тханавата помер, коли йому було сім років. Середню освіту Тханават здобув у коледжі Монфорт. У 2017 році вступив до Університету Чіян Май на факультет медичних технологій, а в 2018 році перевівся до Університету Касетсат на факультет інженерії навколишнього середовища.

## Кар'єра
У 2018 році, у віці 19 років, Кхаотан підписав контракт із продюсерським агентством талантів GMMTV як артист. Того ж року він дебютував на телебаченні як персонаж другого плану в серіалі «Тому що ти мій хлопчик». Після цього він зіграв ролі другого плану в «Чарівній відьмі», «Чорному списку» і «Разом» (2gether).
У 2020 році Кхаотан отримав свою першу головну роль у серіалі «Тонхон Чонлаті» разом із Супхаконом Сіпхотоном.
У 2021 році Кхаотан зіграв Лонте в «Легенді про тисячу зірок». Пізніше того ж року Кхаотан випустив свій перший сингл «Ніколи не пізно» (Never Too Late) як саундтрек до серіалу «55:15 Ніколи не пізно», у якому він також зіграв головну роль.
У 2022 році Кхаотан знявся в ролі Аяна в серіалі «Затемнення» разом із тайським актором Фьорстом Канапханом Пуйтракуном, з яким він згодом зіграє і в інших картинах. «Затемнення» отримав нагороду як "Найкращий BL серіал" на Thai Digital Awards 2022 та бронзу як "Найкраща ЛГБТК+ програма, створена в Азії" на Content Asia Awards 2023. Кхаотан також отримав номінацію телевізійної премії Asia Television Awards у категорії "Найкращий саундтрек" з композицією «Над місяцем» (คลาด), де виконав основні вокальні партії.
У 2023 році він зіграв Ґайпа в серіалі «Курча в місячному сяйві» (Midnight Series: Moonlight Chicken), за що отримав нагороду "Найкраща чоловіча роль другого плану" на Y Universe Awards і був номінований на "Найкращу чоловічу роль другого плану" на  Asia Television Awards. Він також повторив свою роль Аяна з «Затемнення» в антології серіалу «Наше небо 2». Пізніше Кхаотан зіграв Рея в серіалі «Лише друзі», що принесло йому номінацію «Найкраща чоловіча роль» на Y Universe Awards.
На пресконференції GMMTV 2024: Up & Above Part 1 було оголошено, що Кхаотан стане новим ведучим багатосерійного вар’єте-шоу Шкільні рейнджери.

## Фільмографія

### Телесеріали
| Рік  | Назва                      | Роль    | Нотатки         | Прим.  |
| ---- | -------------------------- | ------- | --------------- | ------ |
| 2018 | Тому що ти мій хлопчик     | Ау      | Другорядна роль | [ 29 ] |
| 2018 | Наше небо                  | Ау      | Епізодична роль | [ 30 ] |
| 2019 | Чарівна відьма             | Котхом  | Другорядна роль | [ 31 ] |
| 2019 | Чорний список              | Джо     | Другорядна роль | [ 32 ] |
| 2020 | Разом (2gether)            | Фон     | Другорядна роль | [ 33 ] |
| 2020 | Досі разом (Still 2gether) | Фон     | Другорядна роль | [ 34 ] |
| 2020 | Тонхон Чонлаті (ต้นหนชลธี)   | Чонлаті | Головна роль    | [ 35 ] |
| 2021 | Легенда про тисячу зірок   | Лонте   | Другорядна роль | [ 36 ] |
| 2021 | 55:15 Ніколи не пізно      | Сонпон  | Головна роль    | [ 37 ] |
| 2022 | Затемнення                 | Аян     | Головна роль    | [ 38 ] |
| 2023 | Курча в місячному сяйві    | Ґайпа   | Другорядна роль | [ 39 ] |
| 2023 | Наше небо 2                | Аян     | Головна роль    | [ 40 ] |
| 2023 | Домашня школа              | Зеро    | Епізодична роль |        |
| 2023 | Лише друзі                 | Рей     | Головна роль    | [ 41 ] |

### Фільми
| Рік  | Назва                             | Роль | Примітки        | Прим.         |
| ---- | --------------------------------- | ---- | --------------- | ------------- |
| 2021 | Разом: фільм (2gether: The Movie) | Фон  | Другорядна роль | [ 42 ] [ 43 ] |

## Дискографія
| рік  | Назва                                                         | Мітка         | Прим.         |
| ---- | ------------------------------------------------------------- | ------------- | ------------- |
| 2021 | "Ніколи не пізно"                                             | GMMTV Records | [ 13 ]        |
| 2022 | "Над місяцем" (คลาด)                                          | GMMTV Records | [ 44 ] [ 45 ] |
| 2023 | "Місяць як моє серце" (з Earth, Mix, First, Gemini та Fourth) | GMMTV Records | [ 46 ]        |
| 2023 | "Твій світ, мій світ" (ฟังดีดี) (з First Kanaphan)               | GMMTV Records | [ 47 ]        |
| 2023 | "Спробуймо" (เอาเลยมั้ย)                                        | GMMTV Records | [ 48 ]        |

## Нагороди та номінації
| рік  | Нагорода                | Робота                  | Результат | Прим.         |
| ---- | ----------------------- | ----------------------- | --------- | ------------- |
| 2023 | Y Universe Awards       | Курча в місячному сяйві | Перемога  | [ 26 ] [ 49 ] |
| 2023 | Y Universe Awards       | Лише друзі              | Номінація | [ 26 ] [ 49 ] |
| 2023 | Y Universe Awards       | Лише друзі              | Номінація | [ 26 ] [ 49 ] |
| 2024 | Asian Television Awards | Курча в місячному сяйві | Номінація | [ 19 ]        |
| 2024 | Asian Television Awards | Курча в місячному сяйві | Номінація | [ 19 ]        |
| 2024 | Asian Television Awards | Затемнення              | Номінація | [ 19 ]        |

## Зовнішні посилання
- Тханават Раттанакітпайсан у соцмережі «Твіттер»
- Тханават Раттанакітпайсан  у соцмережі «Instagram»
- Тханават Раттанакітпайсан на сайті IMDb (англ.)